# Música de elevador
Música de elevador (também conhecida como muzak) refere-se a um tipo de música instrumental suave, executada em arranjos simplificados de peças musicais, que se destina a tocar em locais onde muitas pessoas transitam ou permanecem, em situações de espera, sem qualquer intenção de ouvir música: centros comerciais, elevadores, lojas de departamentos, aeroportos e salas de espera de médicos e dentistas, centrais de atendimento telefônico (quando a ligação está em espera).
Geralmente constitui-se de temas instrumentais simples de música popular "suave" ou de música clássica "leve", executada por instrumentos de cordas ou piano. Esse tipo de música foi produzido, por exemplo, por Mantovani, Franck Pourcel e James Last, atingindo seu pico de popularidade por volta dos anos 1970. A música pode ser reiniciada de forma suave, como um loop, com o objetivo produzir um ambiente calmo e relaxante.
Mais recentemente, a música de elevador já pode ser produzida por computador, sendo a partitura inteiramente composta  por meio de algorítmos.
O termo também pode abranger certos tipos de easy listening e smooth jazz., em formato de rádio.
Muzak é uma marca registrada desde 21 de dezembro de 1954. Anteriormente de propriedade da Muzak Holdings, foi comprada em 2011 pela Mood Media, por US$345 milhões.
Por ter dominado o mercado por tantos anos, a marca acabou se convertendo em termo genérico, aplicável a qualquer música ambiente. Embora a Muzak Holdings tenha sido por muitos anos a fornecedora mais conhecida de música de fundo e ainda seja associada a  música de elevador, a própria empresa não fornecia música para elevadores. Desde 1997, Muzak usa artistas originais para sua fonte musical, exceto no canal de música ambiente.